# Günter Wilhelm
Günter Wilhelm (* 8. April 1908 in Neckartenzlingen; † 13. November 2004) war ein deutscher Architekt und Hochschullehrer.

## Leben
Nach dem Abitur absolvierte Wilhelm zunächst ein Baupraktikum. Sein Wunsch, am Bauhaus zu studieren, ließ sich nicht erfüllen. Stattdessen begann er sein Architekturstudium an der Technischen Hochschule Stuttgart und vertiefte die technischen Fächer. 1928/1929 absolvierte er ein Praktikum im Büro Gerhard Graubner in Stuttgart, wo er am Innenausbau der dortigen Handelsschule sowie des Hotels Isla in Arosa (Schweiz) mitwirkte. 1929/1930 wechselte er für kurze Zeit an die Technische Hochschule Berlin zu Heinrich Tessenow. Zurück in Stuttgart, legte er im August 1932 die Diplom-Hauptprüfung ab.
Ab 1933 war er Mitarbeiter im Büro des Stuttgarter Architekten Karl Ellsässer und bearbeitete dort einen Fabrikbau. Im Zeitraum von 1934 bis 1940 arbeitete Günter Wilhelm als freier Architekt in Stuttgart, 1934–1936 zugleich als Assistent am Lehrstuhl für Entwerfen der Technischen Hochschule Stuttgart bei Paul Bonatz. Im Zweiten Weltkrieg folgten Kriegsdienst und Kriegsgefangenschaft (1940–1946).
Ab 1946 war Wilhelm wieder als freier Architekt in Stuttgart tätig.
1946 erhielt er einen Lehrauftrag für Entwerfen an der Technischen Hochschule Stuttgart. Ab 1948 bis 1973 war Wilhelm Ordinarius für Baukonstruktion II und Entwerfen. Am Aufbau der 1948 neugegründeten Landesgruppe Baden-Württemberg des Deutschen Werkbunds war Wilhelm maßgeblich beteiligt. Weithin bekannt wurde Wilhelm vor allem auf dem Gebiet vorbildlicher Schulbauten, die er 1954–1965 als Mitglied der Schulbaukommission der Union Internationale des Architectes (UIA) und 1963–1972 als Leiter des Schulbauinstituts der Universität Stuttgart entwickelte.
Nach 1945 beschritt Günter Wilhelm seinen Weg einer unbedingt sachlichen, bis ins Detail konstruktiv begründeten Architekturauffassung konsequent weiter und wurde damit zu einem der herausragenden Stuttgarter Architekten und Architekturlehrer der Nachkriegsjahre. Günter Wilhelm selbst wirkte eher im Stillen, war jedoch von großem Einfluss auf Generationen von Architekten.
Nach seiner Emeritierung 1973 zog er sich auch bald darauf aus der Büroarbeit zurück. Sein Büro führte er von 1962 bis 1974 in Partnerschaft mit Jürgen Schwarz.
Zu Wilhelms bedeutendsten Bauwerken zählt die Silcherschule am Gänseberg in Stuttgart-Zuffenhausen (1950–1953), die sich durch ihre in der Größe auf die Altersstufen abgestimmten Gebäude und die für neue Unterrichtsformen geplanten Klassenräume auszeichnet. Sie wurde 1959 mit dem Paul-Bonatz-Preis ausgezeichnet. Auch die beiden Universitäts-Hochhäuser K I und K II, die Wilhelm gemeinsam mit seinen Professorenkollegen Rolf Gutbier und Curt Siegel ausführte, erhielten 1963 den Paul-Bonatz-Preis. Ebenso baute Wilhelm in Stuttgart zusammen mit Paul Bonatz (1956–1961) das im Krieg zerstörte Kunstgebäude am Schloßplatz wieder auf und fügte einen Erweiterungsbau an. Persönlich schätzte Günter Wilhelm besonders sein Museum Hauff in Holzmaden, ein privates Naturkundemuseum mit Urweltfunden, die er in sanftem Tageslicht zeigte.
Sein Nachlass wird vom Südwestdeutschen Archiv für Architektur und Ingenieurbau in Karlsruhe aufbewahrt. Erste Einblicke in das Gesamtwerk gab 1998 eine Ausstellung des Archivs in der Architektur-Galerie am Weißenhof.

## Bauten und Projekte (Auswahl)
Bis 1945:
- 1932: Gemeinschaftsschule in Stuttgart, Studienentwurf
- 1932: Hauptpost in Nürnberg, Diplomarbeit
- 1934/35: Haus Paul in Esslingen
- 1936–1939: Forschungsanstalt Graf Zeppelin in Stuttgart-Ruit, teilweise ausgeführt (mit R. Büchner)
- 1936–1940: Lehrstuhl für Luftfahrt in Stuttgart-Ruit, teilweise ausgeführt (mit R. Büchner)
- 1938/39: Kaiser-Wilhelm-Institut für Metallforschung in Stuttgart, Inneneinrichtung und Werkstattgebäude
- 1938–1940: Fabrik Scheer & Co. in Stuttgart-Feuerbach, Erweiterungsbau
- 1938–1940: Haus Schmid in Stuttgart-Heumaden

Nach 1945:
- 1948: BBC-Werksiedlung "Auf dem Sand" in Mannheim-Käfertal, Forschungsgemeinschaft Bauen u. Wohnen (Stuttgart), Wettbewerb
- 1948/49: "Grundrißtypen für Wohnungen in Querwandbauweise", Forschungsgemeinschaft Bauen u. Wohnen (Stuttgart), Wettbewerb
- 1949: "Wohnungsbau", GdF Wüstenrot, Wettbewerb (mit Sigloch)
- 1949–1951: Wohnhaus Dr. Finckh in Esslingen, Anbau 1955/56
- 1949–1951: Dorfschule in Aichschieß (mit K. Franz)
- 1950: Volksschule Hohewartschule in Stuttgart-Feuerbach (mit H. Deilmann), Wettbewerb
- 1950: Volksschule in Esslingen-Wäldenbronn (mit H. Deilmann), Wettbewerb 1. Preis
- 1950: "Die zweiklassige Landschule", Gewerkschaft Erziehung und Wissenschaft, Wettbewerb
- 1950–1953: Kindertagesheim in Leonberg-Eltingen (mit E. Heinle)
- 1950–1953: Silcher-Schule am Gänsberg in Stuttgart-Zuffenhausen (mit E. Heinle und K. Franz)
- 1950–1953: Schulen am Lammerberg in Tailfingen, Wettbewerb (mit E. Heinle) und Ausführung (mit K. Häge)
- 1951: Schule in Altensteig, Wettbewerb
- 1952: Rauner-Schule in Kirchheim/Teck (mit B. Lambart), Wettbewerb Ankauf
- 1952: Oberrealschule in Erlangen (mit K. Franz), Wettbewerb 2. Preis
- 1952/53: Max-Planck-Institut für Metallforschung in Stuttgart, Erweiterungsbau
- 1954: Eberhardt-Ludwig-Gymnasium in Stuttgart, Wettbewerb 3. Preis
- 1954/55: Wohnhaus am Hang in Esslingen (mit K. Franz)
- 1955–1960: Krankenhaus in Tailfingen (mit A. Wollensak), Wettbewerb und Ausführung
- 1957–1960: Institut für Aero- und Gasdynamik der TH Stuttgart in Stuttgart (mit S. Rösemann)
- 1958–1961: Kunstgebäude in Stuttgart, Wiederaufbau und Erweiterung (mit S. Rösemann und J. Schwarz)
- 1958–1964: Kollegiengebäude I und II der TH Stuttgart in Stuttgart (in Arbeitsgemeinschaft mit R. Gutbier und C. Siegel)
- 1958–1962: Hallenbad in Flensburg (mit J. Schwarz), Wettbewerb und Ausführung
- 1959–1962: Hallenbad in Kirchheim/Teck (mit J. Schwarz und K. Häge), Wettbewerb und Ausführung

Ab 1962 – in Partnerschaft mit Jürgen Schwarz:
- 1963–1966: Hauptschule in Bad Boll
- 1963–1970: Rathaus in Sindelfingen, Wettbewerb und Ausführung
- 1966: Rathaus in Aalen, Wettbewerb und Ausführung
- 1966–1975: Montessori-Schulzentrum in Köln, Wettbewerb und Ausführung
- 1967–1971: Museum Hauff in Holzmaden
- 1967–1972: Gymnasium in Tailfingen
- 1972–1976: Gesamtschule in Stuttgart-Neugereut

| Personendaten    | Personendaten                           |
| ---------------- | --------------------------------------- |
| NAME             | Wilhelm, Günter                         |
| KURZBESCHREIBUNG | deutscher Architekt und Hochschullehrer |
| GEBURTSDATUM     | 8. April 1908                           |
| GEBURTSORT       | Neckartenzlingen                        |
| STERBEDATUM      | 13. November 2004                       |